# مونته د ال پاردو
مونته د ال پاردو (به اسپانیایی: Monte de El Pardo) یک منطقهٔ مسکونی و جنگل در اسپانیا است که در مادرید (بخش خودمختار) واقع شده‌است.